# Тікеєво
Тіке́єво (рос. Тикеево, башк. Тәкәй) — присілок у складі Іглінського району Башкортостану, Росія. Входить до складу Надеждинської сільської ради.
Населення — 117 осіб (2010; 141 в 2002).
Національний склад:
- башкири — 88 %